# Comuna Băcani, Vaslui
Băcani este o comună în județul Vaslui, Moldova, România, formată din satele Băcani (reședința), Băltățeni, Drujești, Suseni și Vulpășeni.

## Geografie
Comuna este situată în sudul Podișului Moldovei mai exact in sud-estul Colinelor Tutovei având un relief deluros-colinar si o parte de șes deoarece este o mica parte continuitate a văi Bârladului. Satul Baltateni este așezat intre dealurile Bogdanei si Bălăceni pe firul apei Bogdana, satul Suseni este situat pe râul Ibana iar Vulpaseni intre dealurile Bogdana și Cimitirului având o zona mare inundabilă. 
Bacani si Drujești sunt așezate paralel cu dealurile Balaceni si Bogdana pe partea stânga a râului Simila în apropierea barajului de acumulare Râpa Albastră.
Amplasamentul teritorial se afla la latitudinea 46,3 grade si longitudinea de 27,6 grade având ca fus orar EET (UTC+2) iarna si EEST (UTC+3) vara. 
Clima este temperat continentala cu mici caractere aprige specifice zonei est-europene. Hidrografia este reprezentată de râurile care străbat comuna dar și de pânză freatică care nu se găsește la adâncimi mari. 
Solurile sunt folosite in special pentru cultivarea cerealelor si pasunarea animalelor agricultura fiind principala activitate economica a comunei. În comună se găsesc multe păduri și pășuni. Suprafața comunei este de 52,20 km², iar principala activitate economică din localitate este agricultura.

### Activități economice
Economia comunei se bazează în principal pe agricultură dar are și unele activități industriale. Cea mai importantă societate locală se ocupă cu moraritul,constructii, etc. Aceasta deține cativa angajați din comună, dar și din împrejurimi. În comună se mai găseste o fermă, o presă de ulei, o secție de tractoare, o microfermă, etc. Ceilalți agenți economici desfășoară activități agricole și comerciale. Comuna deține cateva tractoare, combine, pluguri și altele. În comună se găsesc o firmă de tâmplărie PVC, depozit de materiale, crescătorii de animale. Pomicultura și agricultura sunt alte activități economice practicate în localitate. Bineînțeles, nu lipsesc magazinele alimentare precum și un depozit cu lemne.

### Dezvoltare
Comuna are potențial mare pentru investitori, dat fiind faptul că este foarte aproape de orașul Bârlad și de drumul E581.

## Transport
În anul 2020, s-au asfaltat principalele drumuri, care tranziteaza comuna, respectiv DJ245 si DJ245C, iar majoritatea drumurilor din localitatile comunei, au fost asfaltate. Se află la aproximativ 10 km de municipiul Bârlad, fiind situată în regiunea de dezvoltare economică nord-estică.

## Demografie
Componența etnică a comunei Băcani
     Români (92,89%)
     Alte etnii (7,11%)
Componența confesională a comunei Băcani
     Ortodocși (80,3%)
     Penticostali (10,49%)
     Alte religii (1,95%)
     Necunoscută (7,25%)
Conform recensământului efectuat în 2021, populația comunei Băcani se ridică la 2.716 locuitori, în scădere față de recensământul anterior din 2011, când fuseseră înregistrați 2.814 locuitori. Majoritatea locuitorilor sunt români (92,89%). Din punct de vedere confesional, majoritatea locuitorilor sunt ortodocși (80,3%), cu o minoritate de penticostali (10,49%), iar pentru 7,25% nu se cunoaște apartenența confesională.

## Istorie
La sfârșitul secolului al XIX-lea, comuna făcea parte din plasa Simila a județului Tutova și era alcătuită din satele Băcani, Drujești, Suseni și Vulpășești, cu o populație de 245 de locuitori. În comună funcționa o școală de băieți, un oficiu poștal rural precum și două biserici.
Anuarul Socec din 1925 consemnează comuna în aceiași plasă, cu aceiași structură, având o populație de 1200 de locuitori. În anul 1931, comunei îi se alipește și satul Regina Maria.
În 1950, județele au fost desființate, după venirea regiumului comunist la putere, iar comuna a fost înglobată în regiunea Bârlad, dar după șase ani mai târziu, regiunea se desființează, iar comuna a fost transferată regiunii Iași. Între timp, satul Regina Maria se desființează, iar comunei îi se alipește, în timp, un sat cu denumirea de Toader Enache, ce este redenumit în anul 1964, în Băltățeni. În anul 1968, se revine la împărțirea țării pe județe, iar comuna a fost transferată județului Vaslui.

## Politică și administrație
Comuna Băcani este administrată de un primar și un consiliu local compus din 13 consilieri. Primarul, Vasile Stoica[*], de la Partidul Național Liberal, este în funcție din 2016. Începând cu alegerile locale din 2024, consiliul local are următoarea componență pe partide politice:
|  | Partid                          | Consilieri | Componența Consiliului | Componența Consiliului | Componența Consiliului | Componența Consiliului | Componența Consiliului | Componența Consiliului | Componența Consiliului |
|  | ------------------------------- | ---------- | ---------------------- | ---------------------- | ---------------------- | ---------------------- | ---------------------- | ---------------------- | ---------------------- |
|  | Partidul Național Liberal       | 7          |                        |                        |                        |                        |                        |                        |                        |
|  | Partidul Social Democrat        | 4          |                        |                        |                        |                        |                        |                        |                        |
|  | Alianța pentru Unirea Românilor | 2          |                        |                        |                        |                        |                        |                        |                        |

## Sărbători locale
Pe data de 29 iunie, se sărbătorește Zilele Comunei Băcani, fix în ziua când sunt sărbătoriți și Sfinții Petru și Pavel.

## Instituții publice
- Școala Gimnazială din satul Băcani (cu clasele I-VIII)
- Grădinița cu program normal din satul Băcani
- Farmacie
- Post de poliție
- Parc de joacă și recreere
- Cabinet veterinar
- Cabinet medical
- Cabinet stomatologic
- 5 biserici

## Sport
Comuna este deservită de terenuri de fotbal și una pentru echipa locală "Avântul Băcani".